# 内閣府政策統括官（防災担当）
内閣府政策統括官（防災担当）（ないかくふせいさくとうかつかん ぼうさいたんとう）は、内閣府の内部部局のひとつである。

## 概要
自然災害から国民の生命、身体、財産を守るため、関係省庁と緊密に連携を図りつつ、災害の予防、応急、復旧・復興対策に努め、災害に強い国づくりの推進を目的としている。

## 組織
- 政策統括官（防災担当）
- 官房審議官（防災担当）
- 参事官[注 1]

## 政策統括官
| 氏名                         | 出身                         | 就任年月日                   | 備考                         |                              |
| 内閣府政策統括官（防災担当） | 内閣府政策統括官（防災担当） | 内閣府政策統括官（防災担当） | 内閣府政策統括官（防災担当） | 内閣府政策統括官（防災担当） |
| ---------------------------- | ---------------------------- | ---------------------------- | ---------------------------- | ---------------------------- |
| 榊真一                       | 建設                         | 2021年7月1日                 |                              |                              |
| 高橋謙司                     | 建設                         | 2023年7月4日                 |                              |                              |
| 横山征成                     | 建設                         | 2025年7月1日                 |                              |                              |